# Zynaps
Zynaps ist ein Shoot-’em-up-Computerspiel der Firma Hewson Consultants, das für den ZX Spectrum, Amstrad CPC und Commodore 64 im Jahre 1987 auf den Markt gebracht wurde. Die Atari-ST-Version erschien im Jahre 1988.
Das Spiel wurde entwickelt von Dominic Robinson, John Cumming und Stephen Crow. Die Musik stammte von Steve Turner.
Dominic Robinson und Steve Turner hatten zuvor schon die ZX-Spectrum-Version des Spiels Uridium entwickelt.